# Okrugljača
Okrugljača falu Horvátországban Verőce-Drávamente megyében. Közigazgatásilag Bakvához tartozik.

## Fekvése
Verőcétől légvonalban 11, közúton 14 km-re északra, községközpontjától légvonalban 9, közúton 11 km-re északkeletre Nyugat-Szlavóniában, a Dráva jobb partján fekszik.

## Története
A helyén évszázadokig erdős, mocsaras terület volt, mely a Dráva árteréhez tartozott. A 19. század második felében Okrugljača-puszta néven major alakult itt ki. Ez a major a mai településnek a központjában, az útkereszteződés délkeleti oldalán állt. Ebből fejlődött ki a század végére a mai település. Lakossága döntően a Dráva bal partjáról érkezett magyarokból állt. A településnek 1880-ban 49, 1910-ben 191 lakosa volt. 1910-ben a népszámlálás adatai szerint lakosságának 96%-a magyar anyanyelvű volt. Az I. világháború után 1918-ban az új szerb-horvát-szlovén állam, majd később (1929-ben) Jugoszlávia része lett. A II. világháború után a település a szocialista Jugoszláviához tartozott. 1948-tól számít önálló településnek. 1991-ben lakosságának 91% horvát, 7%-a szerb nemzetiségű volt. 2011-ben falunak 272 lakosa volt.

## Lakossága
| Lakosság változása | Lakosság változása | Lakosság változása | Lakosság változása | Lakosság változása | Lakosság változása | Lakosság változása | Lakosság változása | Lakosság változása | Lakosság változása | Lakosság változása | Lakosság változása | Lakosság változása | Lakosság változása | Lakosság változása | Lakosság változása |
| ------------------ | ------------------ | ------------------ | ------------------ | ------------------ | ------------------ | ------------------ | ------------------ | ------------------ | ------------------ | ------------------ | ------------------ | ------------------ | ------------------ | ------------------ | ------------------ |
| 1857               | 1869               | 1880               | 1890               | 1900               | 1910               | 1921               | 1931               | 1948               | 1953               | 1961               | 1971               | 1981               | 1991               | 2001               | 2011               |
| 0                  | 0                  | 49                 | 127                | 141                | 191                | 167                | 314                | 580                | 604                | 636                | 455                | 394                | 320                | 307                | 272                |

(1948-tól önálló településként.)

## Kultúra
A település kulturális és művészeti egyesületét a KUU „Graničar” Okrugljača egyesületet 1998-ban alapították.

## Oktatás
A településen a bakvai August Cesarec elemi iskola területi iskolája működik.

## Sport
- Az NK „Graničar” Okrugljača labdarúgóklubot 1955-ben alapították. A megyei 1. ligában szerepel.
- ŠRK „Linjak” Okrugljača sporthorgász egyesület.
- A településen KU „Graničari” néven lovasklub is működik.